# Sune Wittmann
Sune Wittmann (ur. 3 lutego 1995) – namibijska lekkoatletka specjalizująca się w rzucie oszczepem.
W 2011 odpadła w eliminacjach podczas mistrzostw świata juniorów młodszych oraz wygrała rywalizację oszczepniczek na igrzyskach Wspólnoty Narodów kadetów. 
Rekord życiowy: 43,25 (9 września 2011, Douglas).

## Osiągnięcia
| Rok  | Impreza                                       | Miejsce         | Pozycja           | Wynik |
| ---- | --------------------------------------------- | --------------- | ----------------- | ----- |
| 2011 | Mistrzostwa świata juniorów młodszych         | Lille Metropole | el. – 29. miejsce | 41,68 |
| 2011 | Igrzyska Wspólnoty Narodów juniorów młodszych | Douglas         | 1. miejsce        | 43,25 |